# L’opera seria
L’opera seria ist eine Opera buffa (Originalbezeichnung: „Comedia per musica“) in drei Akten von Florian Leopold Gassmann (Musik) mit einem Libretto von Ranieri de’ Calzabigi, die 1769 im Burgtheater Wien uraufgeführt wurde.

## Handlung
In einem Theater finden die letzten Proben für die Opera seria L’Oranzebe statt, die noch am selben Abend aufgeführt werden soll. Anwesend sind der Impresario Fallito, der Librettist Delirio und der Komponist Sospiro, der als Kapellmeister das Werk dirigiert und immer noch Änderungen vornehmen muss. Im ersten Akt treffen die Sänger ein. Der zweite Akt behandelt die Probe. Im dritten Akt ist die Premiere von L’Oranzebe, die krachend scheitert.

### Erster Akt
Zimmer mit Tisch und Stühlen im Haus des Impresarios
Szene 1. Nach Fertigstellung ihrer gemeinsamen Oper loben der Textdichter Delirio und der Komponist Sospiro die gute Arbeit des jeweils anderen (Duett: „Oh che bell’ Opera“). Der Impresario Fallito verlangt allerdings Schnitte an dem Werk (Arie Fallito: „Signor Delirio tante sentenze“). Sofort vergessen die beiden Autoren ihre geheuchelten Lobpreisungen und fallen übereinander her.
Szene 2. Ein Diener ruft Delirio hinaus, da der Sänger Ritornello ihn unter vier Augen sprechen wolle. Anschließend empören sich Sospiro und Delirio über die Anmaßung des Impresarios (Duett Sospiro/Delirio: „Hò di fuoco nel petto un Vesuvio“).
Szene 3. Stonatrilla, die erste Sängerin der Oper, zeigt sich ungehalten darüber, dass niemand zu ihrem Empfang bereitsteht (Arie Stonatrilla: „Camerieri, Staffieri, Lacchè!“). Fallito entschuldigt sich damit, dass alle bei den Proben seien. Stonatrilla erinnert ihn an ihren hohen künstlerischen Rang, der besondere Aufmerksamkeit erfordere.
Szene 4. Sospiro und Porporina, eine auf Hosenrollen spezialisierte Sängerin, die hier die Partie des zweiten Sängers übernehmen soll, treffen ein, und es kommt sogleich zu einem Zickenstreit zwischen den beiden Damen, in dem Porporina sich über Stonatrillas Alter lustig macht und Stonatrilla mit Porporinas Unerfahrenheit kontert (Arie Stonatrilla: „Ragazzuccia mettete giudizio“). Stonatrilla zieht sich zurück.
Szene 5. Fallito bittet die verärgerte Porporina um Mäßigung. Diese erinnert Sospiro an eine ihr schon lange versprochene Arie. Sospiro hat diese bereits fertiggestellt und singt sie ihr vor (Arie Sospiro: „Cari quegli occhi amabili“).
Szene 6. Porporina will sich den offensichtlich in sie verliebten Komponisten warmhalten, da er ihr vielleicht noch nützlich sein und nach ihrer aktiven Zeit ein guter Ehemann werden könnte. Jetzt erscheint auch die überempfindliche zweite Sängerin Smorfiosa, die sofort über alles Mögliche zu jammern beginnt.
Szene 7. Ritornello, der erste Sänger der Oper, tritt ein. Ohne die beiden zu sehen, trällert er ein Liebeslied (Arie Ritornello: „Benchè da te lontano“). Nachdem sich die Damen bemerkbar gemacht haben, verspricht er Smorfiosa, sie bei ihrem Auftritt zu unterstützen. Porporina lässt das Liebespaar allein – nicht ohne sich über die beiden lustig zu machen (Arie Porporina: „Più non si trovano frà noi le mutrie“).
Szene 8. Ritornello und Smorfiosa versichern einander ihre gegenseitige Liebe (Arie Smorfiosa: „Mio dolce amorino“).
Eingangshalle im Haus Fallitos
Szene 9. Der Ballettkomponist Passagallo rät Fallito, zwei durchreisende Tänzerpaare zu engagieren (Arie Passagallo: „Vederete che salti, che slanciano“).
Szene 10. Fallito stöhnt über die vielen Schwierigkeiten bei der Theaterleitung, die letztlich zum Ruin führen. Stonatrilla und Delirio versprechen Rat. Delirio meint, der Erfolg sei ihm sicher, sofern das Bühnenbild, das Libretto und die Leistung der Sängerin stimme. Auf die Musik könne er jedoch nicht zählen (Arie Delirio: „State attento a quest’ Oracolo“).
Szene 11. Die anderen kommen hinzu, um die von Passagallo hereingeführten Tänzer in Augenschein zu nehmen. Anschließend begutachten die Sänger und Sängerinnen ihre eigenen Kostüme und den Librettodruck. Niemand ist damit wirklich zufrieden (Ensemble: „Io vi giuro mie Dive adorabli“). Der Akt endet im Chaos.

### Zweiter Akt
Galerie mit Cembalo und Stühlen im Haus des Impresarios
Szene 1. Delirio und Sospiro scheinen sich wieder versöhnt zu haben. Fallito teilt ihnen mit, dass Ritornello seine Arie unbedingt umgearbeitet haben möchte, da ihm der Rhythmus nicht gefalle. Sofort kommt es wieder zum Streit zwischen Dichter und Komponisten, da jeder von ihnen seinen Teil unverändert lassen möchte und kein gutes Haar an der Arbeit des anderen lässt (Terzett: „Asinaccio! Ignorantacci!“).
Szene 2. Fallito sucht nach einer Möglichkeit, das Durcheinander wieder in Ordnung zu bringen. Er trägt einem Diener auf, Delirio zu holen. Diesen bittet er, die besagte Arie umzuschreiben. Delirio hat das bereits erledigt. Aus Dank gibt Fallito dem Dichter einen väterlichen Rat: Er solle auf keinen Fall danach streben, Impresario zu werden (Arie Fallito: „Se di fare l’impresario“).
Szene 3. Delirio nimmt sich diesen Rat zu Herzen. Schon erscheint Ritornello, um sich die neue Arie anzusehen. Er hat große Schwierigkeiten, den Text zu entziffern (Duett: „Quel Cocchier – Nò, nò: Nocchiero“).
Szene 4. Sospiro meint, dieser neue Text würde perfekt zu einer älteren Arie passen, mit der Ritornello bereits große Erfolge hatte. Ritornello hat sie noch gut im Gedächtnis (Arie Ritornello: „Col tuo dolce amico oblio“), und Sospiro lässt sie sogleich zum Kopisten bringen.
Szene 5. Für Porporina hat Sospiro hingegen eine gänzlich neue Arie komponiert, die ihre Fähigkeiten besonders zur Geltung bringt (Arie Sospiro: „Barbara! E non rammenti“). Sie gefällt Porporina gut.
Szene 6. Alle erscheinen zur Probe, um das fertige Werk einzustudieren. Da die beiden Sänger Gargana und Gastigo noch nicht eingetroffen sind, beginnt man direkt mit dem dritten Akt. Die ersten beiden Akte sind sowieso schon bekannt, und die Rezitative wird Sospiro notfalls selbst übernehmen. Auf Wunsch Smorfiosas verzichtet man bei der Probe auch auf die Rezitative des dritten Akts. Ritornellos Stück („Abbastanza finora“) wird kritisiert. Smorfiosas Arie („Va: sul tuo cap, ingrato“ – „No crudel d’amor capace“) findet Ritornellos Beifall, doch Delirio meint, die Musik passe nicht zum Text. Das Duett von Stonatrilla und Ritornello („Ah non mi dir così“) langweilt die anderen. Porporinas Gleichnisarie („Già propizio à miei voti“ – „Delfin che al laccio infido“) wirkt unfreiwillig komisch, da sie von Delfinen und Thunfischen handelt. Stonatrilla probt ihre für die Oper besonders wichtige Selbstmordszene („Dove son! Che m’arriva!“ – „Pallid’ ombra del misero amante“), und Ritornello stellt seine neue Arie vor („Quel Nocchier, che scioglie a’ venti“), deren Text er eigenmächtig verändert. Delirio findet die Musik dazu völlig unpassend. Bei der nun folgenden Ballettprobe lästern die Sänger ununterbrochen über die Tänzer. Die beiden Gruppen geraten so heftig miteinander in Streit, dass Fallito die Wachen rufen muss, um die Ordnung wiederherzustellen (Ensemble: „Conoscete eh Porporina?“). Er würde am liebsten alle ins Gefängnis werfen lassen.

### Dritter Akt
Großer Platz von Agra, der Hauptstadt des Mogulreichs, in abendlicher Beleuchtung; geschmückt mit Triumphbögen und Trophäen, um den Sieg Nasercanos zu feiern
Szene 1. Der mogulische General Nasercano (gesungen von Ritornello) zieht nach dem großen Sieg feierlich in Agra ein. Zur Kriegsbeute gehört auch die indische Königin Saebe (Smorfiosa). Nasercano dankt seinen Kriegern, will aber nicht zulassen, dass deren Mut den seinigen in den Schatten stellt (Arie Nasercano: „Se con voi dò in braccio al vento“). Saebe beklagt sich über die schlechte Behandlung, die sie durch Kaiser Oranzebe erfährt. Sie bittet Nasercano um einen gnädigen Tod, sollte sich dies fortsetzen. Nur die Ketten der Liebe trösten sie über die Ketten der Gefangenschaft (Arie Saebe: „Saprei costante, e ardita“). Nasercano versichert ihr, dass Oranzebe sie verehre und zur Königin erheben werde.
Szene 2. Der Offizier Rana (Porporina) huldigt Nasercano im Namen aller Helden Indiens.
Szene 3. Prinzessin Rossanara (Stonatrilla), die Schwester Oranzebes und Verlobte Nasercanos, wird in einer reich geschmückten und von Sklaven getragenen Sänfte hereingetragen. Eunuchen und Pagen fächeln ihr Luft zu. Sie dankt Nasercano im Namen ihres Bruders für den Sieg, wird aber schnell eifersüchtig, als Rana sie auf die gefangene Saebe hinweist (Arie Rossanara: „Nò; se a te non toglie il Fato“).
Szene 4. Laute Buh-Rufe und Störaktionen des Publikums erzwingen einen Abbruch der Aufführung. Die Mitwirkenden fliehen. Besonders entsetzt darüber zeigt sich Passagallo, dessen Tänze nun nicht mehr zur Geltung kommen können (Arie Passagallo: „I miei Balli son tanti miracoli“).
Das Innere des Theaters; rechts Umkleideräume, links ein zur Bühne führender Korridor
Szene 5 „ultima“. Delirio, Ritornello und Passagallo sind verzweifelt. Sie lassen die Mütter der drei Sängerinnen kommen, um deren Meinung zu hören. Bragherona (Porporinas Mutter), Befana (Smorfiosas Mutter) und Caverna (Stonatrillas Mutter) geben jeweils den Rivalinnen ihrer eigenen Tochter die Schuld. Es kommt natürlich wieder zum Streit. Da berichtet Sospiro, dass sich Delirio mit den Einnahmen des Abends aus dem Staub gemacht habe. Alle schwören den Theaterleitern ewigen Hass („Noi giuriamo qualunque Impresario“).

## Gestaltung
Gassmanns L’opera seria ist eine Parodie auf die Gattung der Opera seria, die im 18. Jahrhundert, vor allem durch die Libretti Pietro Metastasios, weit verbreitet war. Sie behandelt alle Phasen der Produktion bis zur Aufführung und nimmt alle daran beteiligten Personen von der Theaterleitung (dem Impresario) über Komponisten und Librettisten bis zu den Sängern und Tänzern satirisch aufs Korn.:94
Die einzelnen Musiknummern persiflieren die in der Opera seria üblichen Arientypen. Beliebt waren beispielsweise Geisterszenen, meist in Es-Dur. Mit „Pallid’ ombra del misero amante“ (II:6) findet sich auch hier eine solche Arie, in der Gassmann die darin üblichen langen Noten und großen Sprünge übertrieb und die Phrase auf sechs Takte verlängerte (üblich waren drei oder vier Takte).:94 Die Sopranistin Stonatrilla konzertiert darin auf komische Weise mit einem Solo-Fagott.:107
Die Oper endet mit einem typischen Vaudeville-Stück („Noi giuriamo qualunque Impresario“, III:5), in dem jeder Darsteller ein kurzes Solo vorträgt, das anschließend in einem Refrain von der gesamten Gruppe wiederholt wird.:109

## Werkgeschichte

Titelblatt des Librettos, Florenz 1771

Das Libretto zu Florian Leopold Gassmanns Opernparodie L’opera seria stammt von Ranieri de’ Calzabigi, dem Textautor von Glucks Orfeo ed Euridice. Die Uraufführung fand 1769 im Wiener Burgtheater statt. Eine weitere Produktion wurde 1771 im Teatro del Cocomero in Florenz gezeigt.
Weitere Vertonungen des Librettos stammen von Gennaro Astarita (Uraufführung im Herbst 1771 in Turin) und Lord Burgersh (Karneval 1830 in Florenz).
1994 wurde das Werk von René Jacobs wiederentdeckt und in einer Inszenierung von Jean-Louis Martinoty der Öffentlichkeit vorgestellt. Es handelte sich um eine Koproduktion der Berliner Staatsoper Unter den Linden mit den Schwetzinger Festspielen. Weitere Aufführungen gab es bei den Innsbrucker Festwochen der Alten Musik (1997) und im Pariser Théâtre des Champs-Élysées (2003).
2005 präsentierte De Nationale Reisopera unter Jan Willem de Vriend das Werk in einer Inszenierung von Laurence Dale in mehreren niederländischen Städten.
Eine Inszenierung von Benoît Bénichou für die New European Opera (NEO) wurde 2010 in den Abteikirchen Saint-Philbert-de-Grand-Lieu und Fontevraud gezeigt. Raphaël Pichon dirigierte das Ensemble Europa Barocca.
Die Niedersächsische Staatsoper zeigte L’opera seria 2012 im Galeriegebäude in Hannover-Herrenhausen. Es dirigierte Mark Rohde. Die Inszenierung besorgte Michiel Dijkema zusammen mit der Kostümbildnerin Claudia Damm.
2016 nahm sich René Jacobs die Oper erneut vor und dirigierte sie im Cirque royal, der Ausweichspielstätte des Brüsseler Opernhauses La Monnaie/De Munt. Die Inszenierung stammte von Patrick Kinmonth. Ein Videomitschnitt wurde von Arte Concert im Internet bereitgestellt.

## Aufnahmen
- 30. März 2003 – René Jacobs (Dirigent), Concerto Köln.
 Pietro Spagnoli (Fallito), Klaus Häger (Delirio), Jeremy Ovenden (Sospiro), Mario Zeffiri (Ritornello), Alexandrina Pendatschanska (Stonatrilla), Miah Persson (Smorfiosa), Janet Williams (Porporina), Riccardo Novaro (Passagallo), Curtis Rayam (Bragherona), Dominique Visse (Befana), Stephen Wallace (Caverna).
 Live aus Paris.[14]
- 2016 – René Jacobs (Dirigent), Patrick Kinmonth (Inszenierung), Olivier Lexa (Dramaturgie), Fernando Melo (Choreografie), Andreas Grüter (Licht), Baroque Orchestra B’Rock, Orchestre symphonique de la Monnaie.
 Marcos Fink (Fallito), Pietro Spagnoli (Delirio), Thomas Walker (Sospiro), Mario Zeffiri (Ritornello), Alex Penda (Stonatrilla), Robin Johannsen (Smorfiosa), Sunhae Im (Porporina), Nikolay Borchev (Passagallo), Magnus Staveland (Bragherona), Stephen Wallace (Befana), Rupert Enticknap (Caverna).
 Video; live aus der Ausweichspielstätte Cirque Royal des Brüsseler Opernhauses La Monnaie/De Munt.
 Videostream auf Arte Concert.[13]

## Digitalisate
- Manuskript der Partitur. Digitalisat der Österreichischen Nationalbibliothek
- Libretto (italienisch), Wien 1769. Digitalisat im Internet Archive
- Libretto (italienisch), Florenz 1771. Digitalisat der Library of Congress